# エルヴェ・ティス
エルヴェ・ティス （Hervé This）は1955年6月5日生まれのフランスの物理化学者であり、分子ガストロノミーを専門としている。

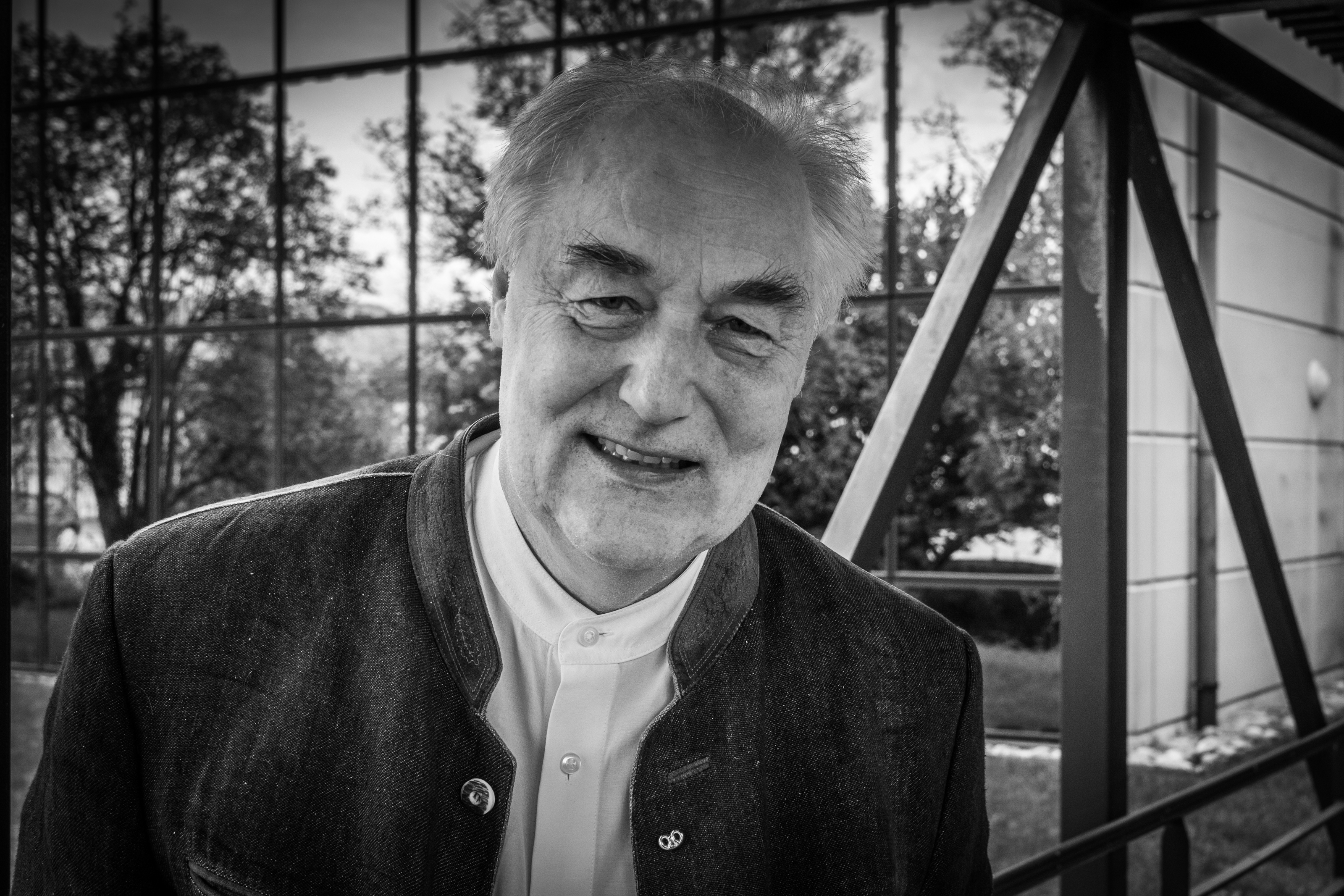
エルヴェ・ティス

1980年代初めからいわゆる「料理の手順」(主婦の知恵や料理のコツ) を集め始め、どれが脱落するかを実験し始めた。
今ではそのリストも25,000件にのぼる。
また、分子/物理ガストロノミーで書いた論文で材料の物理化学で Ph.D. も受け、フランス教育大臣の相談役、諸国での指導者をつとめ、ノーベル賞受賞者である分子化学者ジャン＝マリー・レーンに誘われてフランス国立農学研究室 (INRA) に研究室を持っている。
ティスはフランス語で複数の著書を記しており、いくつかは日本語訳もされている。

## 著書
- Hervé This, Pierre Gagnaire, Nicolas de Bonnefons: Alchimistes aux Fourneaux. Flammarion, 2007 ISBN 978-2082015349 （フランス語）
- Hervé This, Kitchen Mysteries: Revealing the Science of Cooking. Columbia University Press, New York, 2007 ISBN 978-0231141703 （英語）
- Hervé This, Molecular Gastronomy: Exploring the Science of Flavor. Columbia University Press, New York, 2006. ISBN 978-0231133128 （英語）
- Hervé This: Casseroles et éprouvettes (2002, 239p)  ISBN 2842450396 （フランス語）
- Hervé This: Traité élémentaire de cuisine (2002, 237p)  ISBN 2701133033 （フランス語）
- Hervé This:  La casserole des enfants (1998, 127p)  ISBN 2701123097 （フランス語）
- Hervé This: Les Secrets de la casserole (1993, 222 p) ISBN 270111585X（フランス語）
  - 『フランス料理の「なぜ」に答える』ISBN 978-4388058457
- Hervé This, Pierre Gagnaire: La cuisine c'est de l'amour, de l'art, de la technique (2006, 309p) ISBN 2738116787（フランス語）
  - 『料理革命』エルヴェ・ティス 共著書 中央公論新社 2008.03 ISBN 978-4120039225
- Hervé This: Révélations gastronomiques (1995) ISBN 2701117569（フランス語）
  - 『フランス料理の「なぞ」を解く』ISBN 978-4388060337